# Studia Orientalia Christiana. Collectanea
Studia Orientalia Christiana. Collectanea – rocznik wydawany przez Franciszkańskie Centrum Studiów o Chrześcijańskim Wschodzie w Kairze (Egipt). Na każdy z woluminów składają się artykuły dotyczące zagadnień dotyczących Kościołów Wschodnich, arabskiego chrześcijaństwa oraz obecności i działalności franciszkanów na Bliskim Wschodzie.